# Hautefort
Hautefort – miejscowość i gmina we Francji, w regionie Nowa Akwitania, w departamencie Dordogne.
Według danych na rok 1990 gminę zamieszkiwało 1048 osób, a gęstość zaludnienia wynosiła 41 osób/km² (wśród 2290 gmin Akwitanii Hautefort plasuje się na 409. miejscu pod względem liczby ludności, natomiast pod względem powierzchni na miejscu 361.).